# Льенсе, Рене
Рене́ Льенсе (кат. René Llense; 14 июля 1913, Кольюр, Восточные Пиренеи — 12 марта 2014) — французский футболист и тренер каталанского происхождения, вратарь сборной Франции, участник чемпионатов мира 1934 и 1938 годов.

## Карьера

### Клубная
Начинал карьеру игрока в клубе «Сет», за который выступал с 1930 по 1938 год. В составе «Сета» голкипер участвовал в первом чемпионате Франции, а в сезоне 1933/34 стал чемпионом и обладателем кубка страны. В 1938 году Льенсе перешёл в «Сент-Этьен», за который выступал с перерывами до 1945 года. Завершил карьеру футболиста в 1947 году в клубе Дивизиона 2 «Тулон». Вратарь отыграл в дивизионе 16 матчей, по крайней мере в нескольких из которых выступал на позиции нападающего и забил за сезон 2 гола в ворота соперника
.

### В сборной
Став в 1934 году чемпионом и обладателем кубка Франции в составе «Сета», Рене Льенсе попал в заявку сборной для участия в чемпионате мира, однако на турнире не сыграл. Дебютировал в сборной Франции 17 февраля 1935 года в товарищеском матче с Италией. В 1938 году вратарь вновь попал в заявку национальной сборной для участия в чемпионате мира и снова выступить на турнире голкиперу не удалось.
В последний раз за сборную Льенсе выступал 22 января 1939 года в товарищеском матче с сборной Польши. Всего голкипер провёл за национальную команду 11 товарищеских матчей.

### Тренерская
С 1946 по 1955 год Рене Льенсе тренировал команды Дивизиона 2 «Тулон» (в качестве играющего тренера в сезоне 1946/47) и «Безье». С «Безье» в сезоне 1949/50  Льенсе занял 4-е место в дивизионе 2 и вышел в 1/8 финала кубка Франции.

## Статистика
| Матчи Льенсе за сборную Франции | Матчи Льенсе за сборную Франции | Матчи Льенсе за сборную Франции | Матчи Льенсе за сборную Франции | Матчи Льенсе за сборную Франции | Матчи Льенсе за сборную Франции | Матчи Льенсе за сборную Франции |
| ------------------------------- | ------------------------------- | ------------------------------- | ------------------------------- | ------------------------------- | ------------------------------- | ------------------------------- |
| №                               | Дата                            | Оппонент                        | Счёт                            | Пропущено голов                 | Соревнование                    |                                 |
| 1                               | 17 февраля 1935                 | Италия                          | 1:2                             | 2                               | Товарищеский матч               |                                 |
| 2                               | 14 апреля 1935                  | Бельгия                         | 1:1                             | 1                               | Товарищеский матч               |                                 |
| 3                               | 19 мая 1935                     | Венгрия                         | 2:0                             | 0                               | Товарищеский матч               |                                 |
| 4                               | 27 октября 1935                 | Швейцария                       | 1:2                             | 2                               | Товарищеский матч               |                                 |
| 5                               | 10 ноября 1935                  | Швеция                          | 2:0                             | 0                               | Товарищеский матч               |                                 |
| 6                               | 12 января 1936                  | Нидерланды                      | 1-6                             | 6                               | Товарищеский матч               |                                 |
| 7                               | 24 января 1937                  | Австрия                         | 1:2                             | 2                               | Товарищеский матч               |                                 |
| 8                               | 21 февраля 1937                 | Бельгия                         | 1:3                             | 3                               | Товарищеский матч               |                                 |
| 9                               | 30 января 1938                  | Бельгия                         | 5:3                             | 3                               | Товарищеский матч               |                                 |
| 10                              | 4 декабря 1938                  | Италия                          | 0:1                             | 1                               | Товарищеский матч               |                                 |
| 11                              | 22 января 1939                  | Польша                          | 4:0                             | 0                               | Товарищеский матч               |                                 |

Итого: 11 матчей, 20 пропущенных голов; 4 победы, 1 ничья, 6 поражений.

## Достижения
- Чемпион Франции (1): 1933/34
- Обладатель кубка Франции (1): 1933/34